# Mariehamns stadsbibliotek

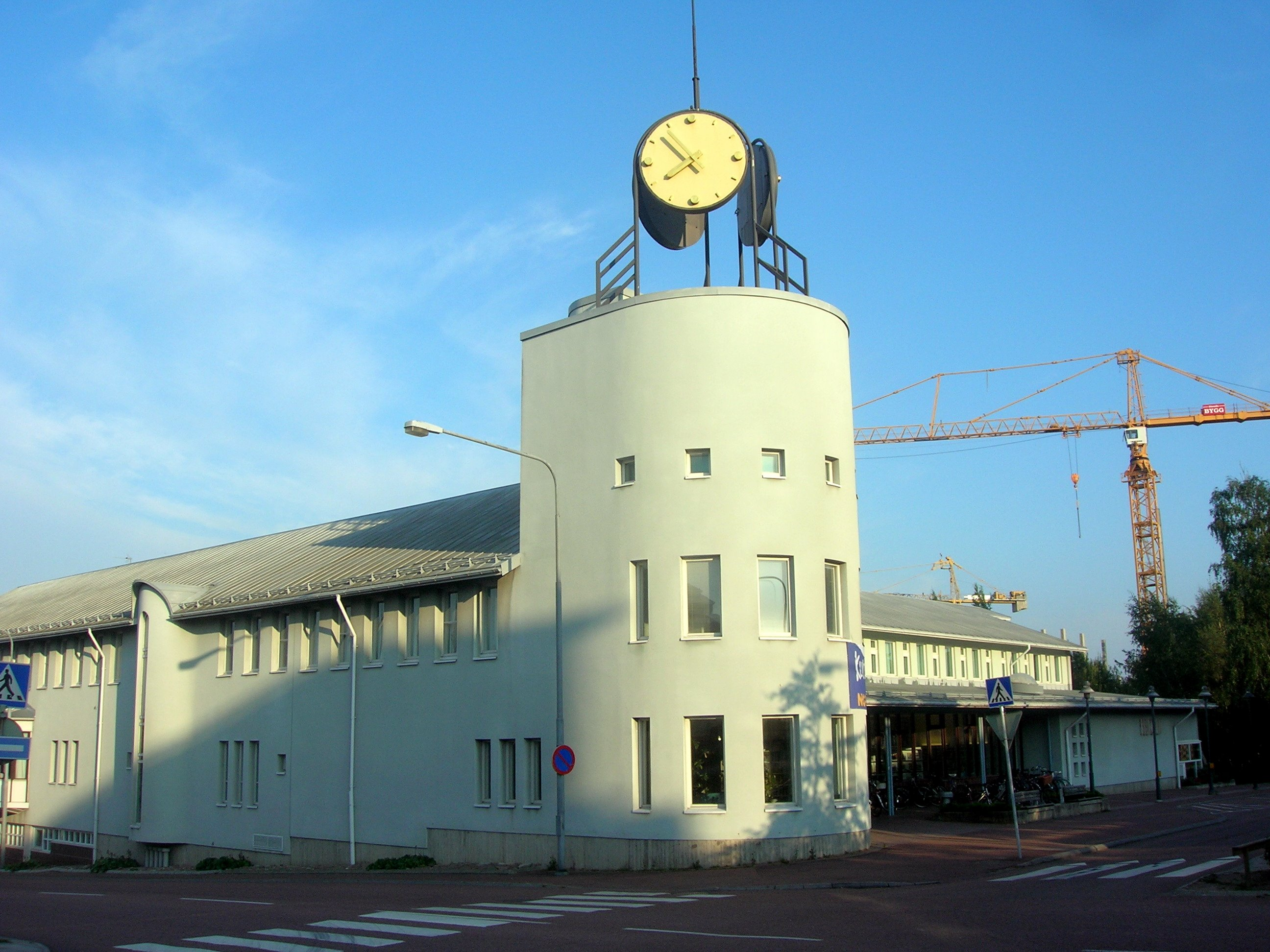
Mariehamns stadsbibliotek

Mariehamns stadsbibliotek ligger i Mariehamn på Åland. Byggnaden ritades av arkitekt Hans Stenius och byggdes 1989. Biblioteket är förutom stadsbibliotek, även centralbibliotek för Åland och högskolebibliotek för Högskolan på Åland.